# Hoyuelos de la Sierra
Hoyuelos de la Sierra es una localidad situada en el sureste de la provincia de Burgos, comunidad autónoma de Castilla y León (España), comarca de Sierra de la Demanda, partido judicial de Salas, ayuntamiento de Salas de los Infantes.
En 2009 tenía una población de 25 habitantes censados, aunque vivan permanentemente menos de 4 personas. Según el Itinerario descriptivo militar de España, de 1866, Hoyuelos de la Sierra contaba con 55 vecinos.
En las elecciones locales de 2007 correspondientes a esta entidad local menor no concurre ninguna candidatura. Su alcalde pedáneo es Frutos Arribas Santamaría (PP).

## Demografía
| Gráfica de evolución demográfica de Hoyuelos de la Sierra entre 1842 y 1970 |
| |
| Población de derecho según los censos de población del INE. Población de hecho según los censos de población del INE.Entre el censo de 1981 y el anterior, este municipio desaparece porque se integra en el municipio Salas de los Infantes. |

Evolución de la población
| Gráfica de evolución demográfica de Hoyuelos de la Sierra entre 2000 y 2017 |
|                                                                             |
| Población de derecho (2000-2017) según el padrón municipal del INE          |

## Historia
Así se describe a Hoyuelos de la Sierra en el tomo IX del Diccionario geográfico-estadístico-histórico de España y sus posesiones de Ultramar, obra impulsada por Pascual Madoz a mediados del siglo XIX:

Lugar con ayuntamiento en la provincia, diócesis, audiencia territorial y capitanía general de Burgos (9 leguas), partido judicial de Salas de los Infantes (2); Situado en un hondo donde reina con especialidad el viento N; su clima es frío, y las enfermedades más comunes los dolores de costado. Tiene 100 casas inclusa la capitular; un fuerte o antiguo torreón; escuela de primeras letras concurrida por 30 niños cuyo maestro está dotado con 30 fanegas de trigo; 2 fuentes dentro de la población y varias en el término, de buenas aguas, aunque algo gruesas; una iglesia parroquial (San Esteban), servida por un cura párroco y un sacristán, y por último una ermita bajo la advocación de Nuestra Señora de la Blanca, a distancia de 300 pasos del pueblo. El término confina N Vizcaínos; E Barbadillo del Pez; S despoblado de Trasomo, y O Piedrahita. El terreno es de mediana calidad, y a propósito para pastos; le cruza el río llamado de Pedroso, que, naciendo en el sitio titulado la Demanda, sigue su curso sin variar de nombre hasta incorporarse con el Arlanza; hay también en el término de este pueblo un monte perfectamente poblado. Caminos: estos conducen a Barbadillo del Pez, Monasterio, Arroyo y Vizcaínos. Correos: la correspondencia la reciben en Salas de los Infantes los mismos interesados, a cuyo punto llega aquella los jueves y domingos, y sale los miércoles y viernes. Producciones: trigo, comuña, centeno, cebada, avena y patatas; cría ganado lanar; caza de perdices y liebres; y pesca de truchas. Industria: la agrícola y un molino harinero en mediano estado. Población: 34 vecinos, 138 almas. Capital productivo: 209.700 reales. Imponible: 20.169. Contribución: 1.278 reales 11 maravedíes.
Diccionario geográfico-estadístico-histórico de España y sus posesiones de Ultramar